# معهد بحوث المفاعلات الذرية

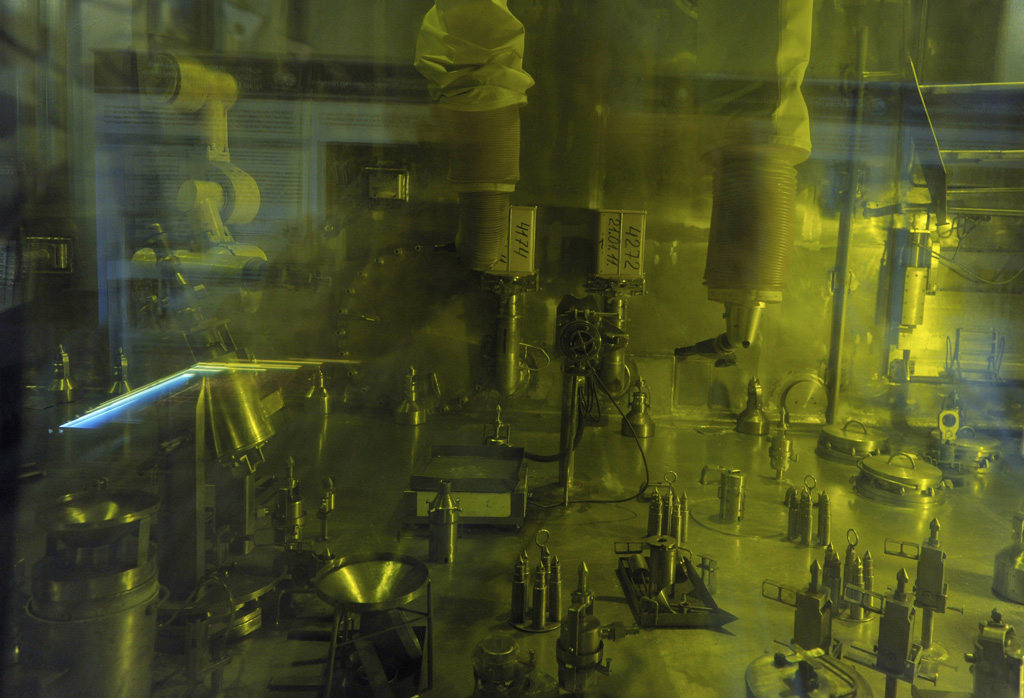
معالجة كيميائية لمعالجة الوقود النووي في المعهد

معهد بحوث المفاعلات الذرية هو معهد لأبحاث المفاعلات النووية في ديميتروفغراد في أوليانوفسك أوبلاست في روسيا ويضم المعهد ثمانية مفاعلات للأبحاث النووية.